# Josef Baxa
Josef Baxa (ur. 31 grudnia 1959 w Klatovach) – czeski sędzia, od 2003 prezes Najwyższego Sądu Administracyjnego Czech.

## Życiorys
Josef Baxa jest absolwentem Wydziału Prawa Uniwersytetu Karola w Pradze. W 1984 rozpoczął pracę jako sędzia w Sądzie Rejonowym w Pilźnie, a następnie w Sądzie Okręgowym w Pilźnie. W 1990 otrzymał nominację na wiceprezesa Sądu Okręgowego w Pilźnie. W latach 90. przyczynił się utworzenia wydziału prawa na uniwersytecie w Pilźnie, gdzie wykłada prawo karne. W latach 1998–2002 obejmował stanowisko pierwszego wiceministra sprawiedliwości, uczestniczył we wprowadzaniu zmian w kodeksie postępowania karnego oraz brał udział w tworzeniu podstaw czeskiego sądownictwa administracyjnego. W styczniu 2003 został mianowany przez Václava Havla na stanowiska prezesa Najwyższego Sądu Administracyjnego.